# Denazinosuchus
Denazinosuchus – wymarły rodzaj krokodylomorfa, zaliczanego do kladu Mesoeucrocodylia, a w jego obrębie do rodziny Goniopholididae. Jego skamieniałości pochodzą z górnokredowej formacji Fruitland Formation i formacji Kirtland datowanych na późny kampan-wczesny mastrycht. Należą one do Basenu San Juan w Nowym Meksyku. Jest najpospolitszym i łatwo identyfikowalnym przedstawicielem Mesoeucrocodylia z San Juan Basin, głównie z podwodu jego wyróżniających się, prawie prostokątnych, spłaszczonych i rzadko przedziurawionych osteodermów. Po raz pierwszy opisano go w piórem Carla Wimaan na podstawie czaszki gatunku zaliczanego do rodzaju Goniopholis, G. kirtlandicus. Spencer G. Lucas i Robert M. Sullivan dokonali powtórnego opisu w 2003 i przenieśli gatunek do osobnego rodzaju Denazinosuchus. Obecnie Denazinosuchus znany jest z czaszki, uzbrojenia i kości udowej.